# 金陵刻经处
金陵刻经处，位于江苏省南京市秦淮区五老村街道淮海路35号，是中国著名的佛教文化机构，近代中国佛教复兴运动的策源地。清同治五年（1866年）由杨仁山居士创办。杨居士在此讲学的40多年里，刻印流通佛教经典百万余册，印刷佛像十万余张，并且开创性地设立了“祇洹精舍”、“佛学研究会”等教育机构，来参学过的人士包括太虚法师、歐陽竟無、章太炎、谢无量、梅光羲等人。
1922年，欧阳竟无、吕澂在刻经处建立支那内学院，研究法相。来這裡学习过的人包括梁启超、梁漱溟、王恩洋、熊十力、汤用彤、景昌极、缪凤林、黄忏华、田光烈等。
1980年代，经中国佛教协会会长赵朴初居士的推廣，刻经处逐渐复兴。刻经处较完整保存了中国雕版印刷、木刻水印、线装函套等传统工艺，是世界范围內汉文木刻佛经的出版中心，珍藏有各类经版130,000多片，以及各种大藏经。
金陵刻經印刷技術是南京的傳統手工藝，以寫樣、刻版、印刷及裝幀四道手工程序製作，又細分上樣、刻字、刷墨、擦印、分頁、折頁、齊撮、打眼、切邊、線裝等二十多樣小工序，過程繁雜。其中以老式宋字為形體書寫，複印於處理好的棠梨木雕版塗抹一層植物油進行雕刻，將墨水均勻塗刷在雕版上開始刷印，並進行裝訂。於2006年5月20日被列為國家級非物質文化遺產。

## 图集

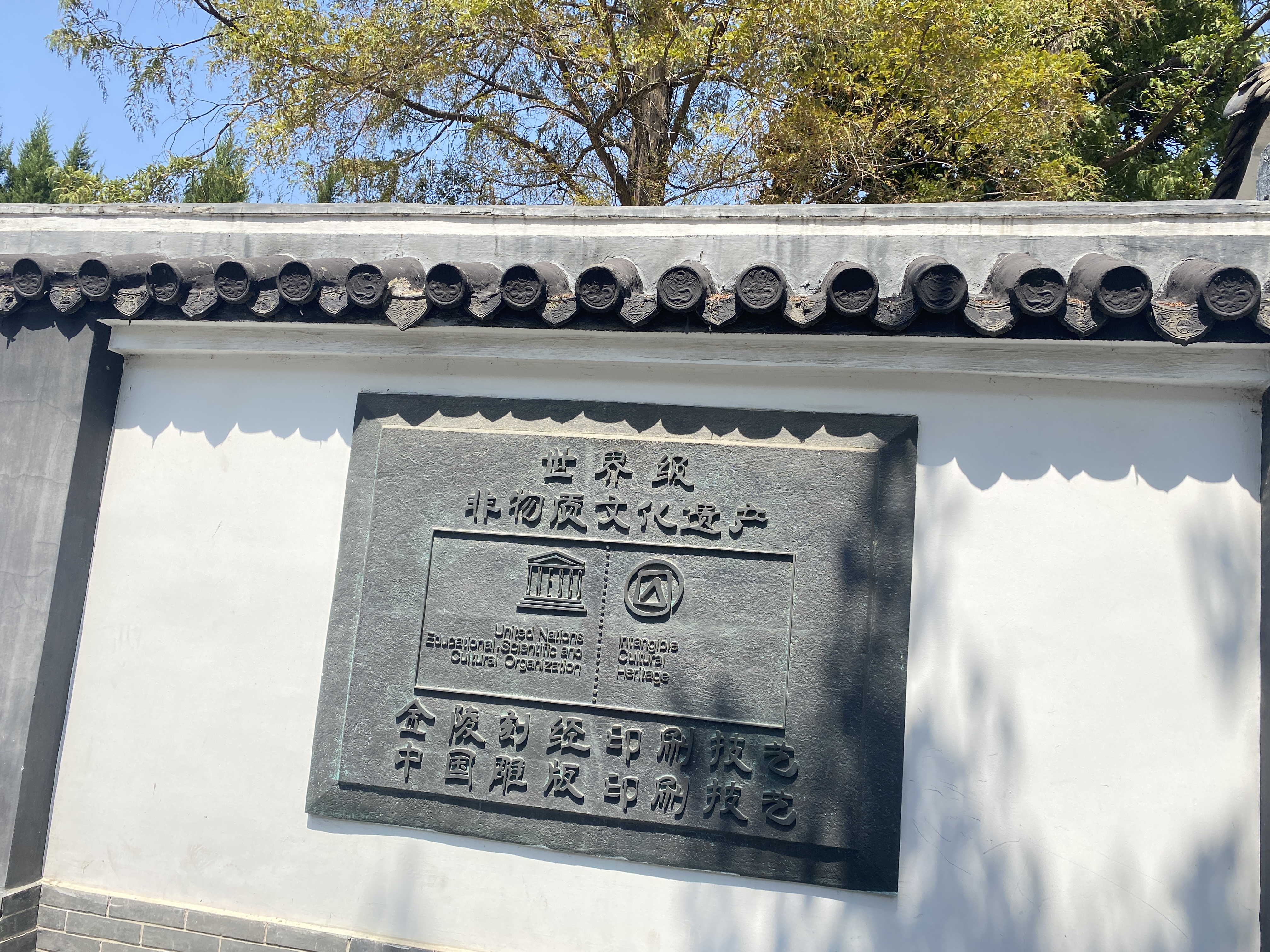
非物质文化遗产标牌
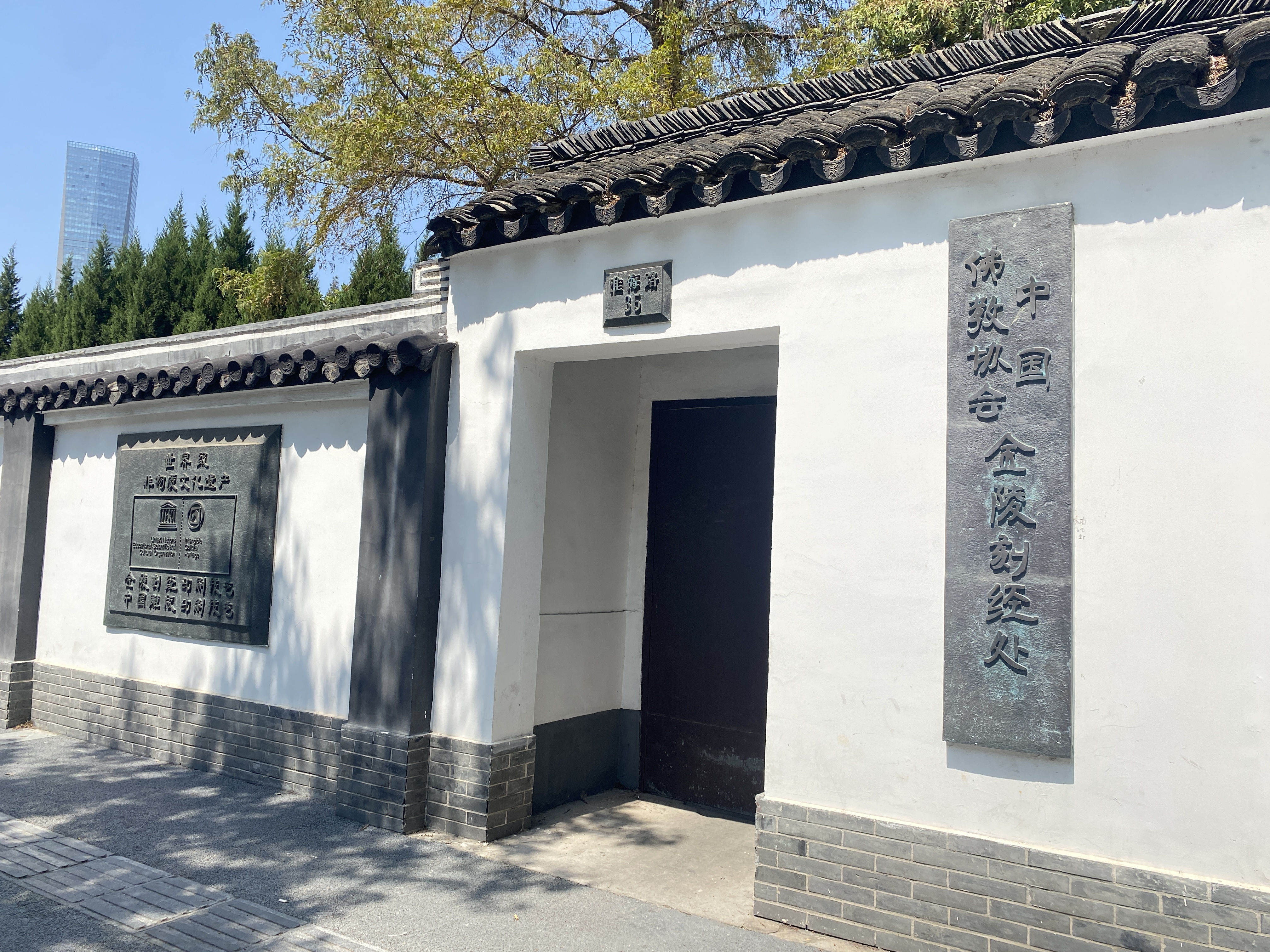
入口